# Takoubakoye Aminata Boureima
 (juillet 2013).
Si vous disposez d'ouvrages ou d'articles de référence ou si vous connaissez des sites web de qualité traitant du thème abordé ici, merci de compléter l'article en donnant les références utiles à sa vérifiabilité et en les liant à la section « Notes et références ».
 (janvier 2012).
Takoubakoye Aminata, née Aminata Boureima Soumana, née le 23 septembre 1979 à Niamey, est une femme politique et ingénieure statisticienne en économie nigérienne.
Elle est ministre de la Communication, des Nouvelles technologies de l’information et de la Culture du Niger pendant la transition militaire du Conseil suprême pour la restauration de la démocratie de février 2010 à avril 2011.
Takoubakoye Aminata Boureima Soumana est directrice générale de l'Institut national de la statistique (INS) du Niger de 2022 à août 2023.[réf. nécessaire]

## Biographie

### Études
Elle a fréquenté l'école primaire Zabarkan de Niamey puis le collège et le lycée Mariama où elle obtient un baccalauréat série C avec la mention bien en 1998[réf. nécessaire]. Elle est admise en classe préparatoire aux grandes Écoles au lycée Ibnou Timia de Marrakech, au Maroc (1998-2000), où elle obtient le diplôme d'accessibilité aux grandes écoles d'ingénieur (équivalent du DUES).
Diplômée de l'Institut national de statistique et d'économie appliquée (INSEA) de Rabat au Maroc, elle obtient le diplôme d'ingénieur statisticien économiste option économie appliquée avec la mention bien en 2003[réf. nécessaire].

### Expérience professionnelle
Une fois revenue au Niger, elle décroche un poste d'expert national au Bureau central du recensement (BCR) de l'Institut national de la statistique (INS). D'avril 2004 à septembre 2009, elle exerce la fonction de responsable d'information et de suivi évaluation au secrétariat permanent de la stratégie de réduction de la pauvreté (SP/SRP) puis, de septembre 2009 à mars 2010, devient coordinatrice de l'Observatoire national de la pauvreté.
De mars 2010 à avril 2011, elle est ministre de la Communication, des Nouvelles Technologies de l'Information et de la Culture jusqu'à la fin de la transition militaire dirigée par le général de corps d'armée Salou Djibo,. Dès la fin de la transition, elle est recrutée comme chef expert au Millénium Challenge Account du Niger (MCA) jusqu'au 13 février 2013 où elle est nommée secrétaire permanente du secrétariat exécutif du plan de développement économique et social qui est chargée de mettre en œuvre le programme de développent du gouvernement de la 7e République.

### Expérience politique et associative

#### Vie associative
Elle a été membre active et coordinatrice du Réseau nigérien de suivi évaluation (RENSE) de 2005 à 2009, mandats pendant lesquels le RENSE organisa la conférence africaine de l'évaluation en janvier 2007.
Elle est actuellement commissaire aux comptes du RENSE et de l'Association nigérienne de lutte contre la corruption (ANLC).[réf. nécessaire]